# Ellen Ochoa
Ellen Ochoa (ur. 10 maja 1958 w Los Angeles) – amerykańska inżynier, astronautka, dyrektor Centrum Lotów Kosmicznych im. Lyndona B. Johnsona.

## Życiorys
Ochoa ukończyła Grossmont High School w El Cajon w 1975 roku. Jej rodzice rozwiedli się, kiedy była w szkole średniej. Mieszkała ze swoją matką, trzema braćmi i siostrą.
W 1980 roku otrzymała licencjat (tytuł Bachelor of Science) San Diego State University, a następnie uzyskała magisterium (1981) i doktorat (1985) na Uniwersytecie Stanforda.
Stanowisko dyrektora Centrum Lotów Kosmicznych objęła 31 grudnia 2012 roku, po przejściu na emeryturę Michaela Coatsa. Jest drugą kobietą w historii NASA na tym stanowisku. W 1993 roku została pierwszą Latynoamerykanką w kosmosie, uczestnicząc w 9 -dniowej misji na wahadłowcu kosmicznym Discovery.
W 2024 otrzymała Prezydencki Medal Wolności.
Jej mężem jest prawnik Coe Miles. Mają dwóch synów.
Stowarzyszenie Uczestników Lotów Kosmicznych (Association of Space Explorers) przyznało jej Universal Astronaut Insignia za lot orbitalny (nr 288).

## Wykaz lotów
| Loty kosmiczne, w których uczestniczyła Ellen Ochoa          | Loty kosmiczne, w których uczestniczyła Ellen Ochoa | Loty kosmiczne, w których uczestniczyła Ellen Ochoa | Loty kosmiczne, w których uczestniczyła Ellen Ochoa | Loty kosmiczne, w których uczestniczyła Ellen Ochoa | Loty kosmiczne, w których uczestniczyła Ellen Ochoa | Loty kosmiczne, w których uczestniczyła Ellen Ochoa |
| №                                                            | Data startu                                         | Statek kosmiczny                                    | Data lądowania                                      | Statek kosmiczny                                    | Funkcja                                             | Czas trwania                                        |
| ------------------------------------------------------------ | --------------------------------------------------- | --------------------------------------------------- | --------------------------------------------------- | --------------------------------------------------- | --------------------------------------------------- | --------------------------------------------------- |
| 1                                                            | 8 kwietnia 1993                                     | STS-56 Discovery F-16                               | 17 kwietnia 1993                                    | STS-56 Discovery F-16                               | Specjalista misji (MS-3)                            | 9 dni 6 godziny 8 minuty                            |
| 2                                                            | 3 listopada 1994                                    | STS-66 Atlantis F-13                                | 14 listopada 1994                                   | STS-66 Atlantis F-13                                | Specjalista misji (MS-1)                            | 10 dni 22 godziny 34 minuty                         |
| 3                                                            | 27 maja 1999                                        | STS-96 Discovery F-26                               | 6 czerwca 1999                                      | STS-96 Discovery F-26                               | Specjalista misji (MS-2)                            | 9 dni 19 godzin 13 minut                            |
| 4                                                            | 8 kwietnia 2002                                     | STS-110 Atlantis F-25                               | 19 kwietnia 2002                                    | STS-110 Atlantis F-25                               | Specjalista misji (MS-2)                            | 10 dni 19 godzin 42 minuty                          |
| Łączny czas spędzony w kosmosie – 40 dni 19 godzin 37 minut. |                                                     |                                                     |                                                     |                                                     |                                                     |                                                     |